# جحيم رومانسي (فلم)
إخراج: أضف مخرج
تأليف: أضف مؤلف
تاريخ الإصدار: أضف تاريخ إصدار
- هاني سلامة
- عمرو سعد
- نور الشريف
- مي عز الدين.[1][2]

## وصلات خارجية
مقالات تستعمل روابط فنية بلا صلة مع ويكي بيانات